# Novotny Zoltán
Novotny Zoltán (Budapest, 1940. május 19. –) Táncsics Mihály-díjas magyar sportújságíró, sportriporter. A hazai sportújságírás meghatározó alakja, 1966 óta sportriporter. A Magyar Rádió örökös tagja, aranytollas újságíró, a Magyar Sportújságírók Szövetségének tiszteletbeli elnöke, a Magyar Érdemrend tisztikeresztjének kitüntetettje. 1968 óta tizenhárom nyári olimpiáról közvetített, utoljára a rióiról 2016-ban.

## Pályája
1963-ban történelem–magyar szakos tanárként végzett az ELTE bölcsészkarán. Ezt követően három évig bemondóként dolgozott a Magyar Rádiónál, majd 1966-ban sportriporter lett. 1982-től 1996-ig vezette a rádió sportosztályát, 1996 és 2003 között a Petőfi Rádió főszerkesztője volt. Huszonhét éven át külsősként dolgozott a Magyar Televíziónál, többek között a Híradóban, az Ablakban, s különféle gyermekműsorokban. Tizenhárom nyári olimpiáról közvetített, emellett négy labdarúgó-világbajnokságról, s számos hazai és nemzetközi sporteseményről tudósított.
Tizenhét éven keresztül vezette a Magyar Sportújságírók Szövetségét, amelynek 2010 óta tiszteletbeli elnöke. Hetvenedik születésnapja alkalmából a Magyar Újságírók Országos Szövetsége Aranytollal tüntette ki. 2012-ben megkapta Magyar Érdemrend Tisztikeresztjét, 2013-ban Táncsics-díjjal tüntették ki.
1980 óta a Nemzetközi Sportújságíró-szövetség súlyemelő bizottságának, 1985 óta a Magyar Olimpiai Bizottság tagja. 2004-ben lett a Protestáns Újságírók Szövetségének elnöke, s tagja a Magyarországi Evangélikus Egyház sajtóbizottságának. Az egyházi életben aktív szerepet vállal a budapesti Deák téri evangélikus gyülekezet presbitereként. 2024 júniusától a Nemzeti Sportrádió állomáshangja.

## Díjai, elismerései
- Gyermekekért-díj (1987)[6]
- Rózsa Ferenc-díj (1988)[6]
- Magyar Lajos-díj (1991)[6]
- Sajtópáholy-díj (1995)[6]
- MOB-médiadíj (1997)
- Feleki László-díj (2003)[6]
- Az év sportújságírója (2003, 2004) (a Nemzeti Sportszövetség díja)[7]
- Kodály Zoltán-díj (2008)[6]
- Aranytoll (2010)[6]
- Magyar Sportújságírók Szövetsége: életműdíj (2011)
- A Magyar Érdemrend tisztikeresztje (2012)
- Táncsics Mihály-díj (2013)
- Prima díj (2013)[8]
- MOB-médiadíj (életműdíj) (2014)[9]
- Szepesi-díj (2015)[10]
- Közmédia Életmű Díj (2016)[11]
- Elek Ilona-emlékérem(wd) (2017)[12]
- Knézy Jenő-díj (2019)[13]
- Magyar Arany Érdemkereszt (2019)[14]
- a Nemzetközi Sportújságíró Szövetség (AIPS) életműdíja (2020)[15]
- Goldmark Péter Károly-díj (2020)[16]

## Művei
- Foglalkozásunk: sportriporter (társszerző) Budapest, Sport Kiadó, 1979 ISBN 9632535448
- Sportcsillagok gálaestje, 2007. 50; szerk. Boskovics Jenő, Novotny Zoltán; Sportcsillagok Kft., Bp., 2007
- Sport, rádió, hit. Novotny Zoltán sportiporterrel beszélget Boda Zsuzsa; Luther, Bp., 2020